# Вальтер Бурмайстер
Вальтер Бурмайстер (нім. Walter Burmeister; 9 лютого 1919, Ерцен — 27 лютого 1945, Ла-Манш) — німецький офіцер-підводник, капітан-лейтенант крігсмаріне.

## Нагороди
9 жовтня 1937 року вступив на флот. З травня 1940 року служив в управлінні морської артилерії в Кілі, з липня 1940 року — у Вільгельмсгафені. З жовтня 1940 року — офіцер роти училища корабельної артилерії в Кілі-Віку. В березні-червні 1943 року навчався в штурманському училищі в Готенгафені. В червні-жовтні 1943 року пройшов курс підводника, в жовтні-листопаді — підготовку в 3-й навчальній дивізії підводних човнів, з листопада 1943 по лютий 1944 року — курси кермування і стрільби для командирів в 23-й флотилії, з 11 листопада по 1 червня 1944 року — командирську практику на підводному човні U-267. З 2 червня 1944 року — командир U-1018. 21 січня 1945 року вийшов у свій перший і останній похід. 27 лютого потопив норвезький торговий пароплав Corvus водотоннажністю 1317 тонн, який перевозив 1800 тонн вугілля; 8 з 25 членів екіпажу загинули. Того ж дня U-1018. був потоплений в Ла-Манші південніше Пензанса, неподалік від мису Лізард-Пойнт, глибинними бомбами британського фрегата «Лох Фада». 2 члени екіпажу були врятовані, 51 (включаючи Бурмайстера) загинули.

## Звання
- Кандидат в офіцери (6 жовтня 1937)
- Кадет служби озброєнь (28 червня 1938)
- Фенріх служби озброєнь (1 квітня 1939)
- Оберфенріх служби озброєнь (1 березня 1940)
- Лейтенант служби озброєнь (1 травня 1940)
- Оберлейтенант служби озброєнь (1 квітня 1942)
- Оберлейтенант-цур-зее (1 березня 1943)
- Капітан-лейтенант (1 січня 1945)

## Нагороди
- Нагрудний знак підводника (23 травня 1944)